# Information (II)
 For alternative betydninger, se Information (flertydig). (Se også artikler, som begynder med Information)
Information (II) er en dansk dokumentarfilm fra 1947 instrueret af Bjørn Rasmussen efter eget manuskript.

## Handling
Reportage fra Dagbladet Information. Man ser hvordan man forbereder sig på bladstrejken i 1947 og forsiden med Christian 10.'s død.